# Neurodidaktik
Neurodidaktik ist ein Sammelbegriff für verschiedene praxisorientierte Ansätze, die für sich in Anspruch nehmen, didaktische bzw. pädagogische Konzepte unter wesentlicher Berücksichtigung der Erkenntnisse der Neurowissenschaften und insbesondere der neueren Hirnforschung zu entwickeln.

## Entstehung
Der Begriff Neurodidaktik hat in der jüngeren Vergangenheit zwar Eingang in die populäre Diskussion über die pädagogische Relevanz der Hirnforschung gefunden, in der pädagogischen Fachliteratur fristet er jedoch ein gewisses Schattendasein. Insgesamt ist jedoch festzustellen, dass seit geraumer Zeit die Zahl qualifizierter Veröffentlichungen zum Thema etwas zunimmt.
Vorgeschlagen wurde dieser Begriff Ende der 1980er Jahre von dem Fachdidaktiker Gerhard Preiß, „um die Wichtigkeit zu betonen, die Ergebnisse der modernen Hirnforschung für die Didaktik zu erschließen und deren pädagogische Anwendbarkeit zu prüfen“ (Friedrich 2005, S. 8). Preiß selbst hat gleichwohl kaum etwas zur inhaltlichen Konkretisierung beigetragen. Seit Anfang der 1990er Jahre widmet sich auch Gerhard Friedrich der Entwicklung einer „Neurodidaktik“ und weitete ihn in seiner Habilitationsschrift auf allgemeindidaktische Fragestellungen aus. Dabei geht Friedrich vor allem auch der Frage nach, inwieweit altbekannte pädagogische Erkenntnisse und didaktische Prinzipien durch die moderne Hirnforschung bestätigt und vertiefter begründet werden können. Eine eigenständige Didaktik oder gar Fachdidaktik vermöge eine Neurodidaktik gleichwohl nicht zu begründen, so Friedrich. Dazu seien neurobiologische Aussagen aus prinzipiellen Gründen für diese Gegenstandbereiche zu unspezifisch.
Mittlerweile gibt es eine bunte Vielfalt von Autoren (Wissenschaftlern und praktisch arbeitenden Didaktikern), die den Begriff nutzen, um ihre didaktischen Positionen zu kennzeichnen.

## Grundannahmen
Grundlage der meisten neurodidaktischen Arbeiten ist die (naturwissenschaftlich fundierte) Annahme, dass die materielle Voraussetzung aller psychischen bzw. geistigen Leistungen (also auch des Lernens) nur das Gehirn bzw. das Zentralnervensystem ist. Weiter geht sie (in Frontstellung zur traditionellen Didaktik und pädagogischen Lehr-Lern-Forschung) davon aus, dass es einer umfassenden Kenntnis über die im Gehirn ablaufenden materiellen Prozesse bedürfe, um Lernumgebungen effizient und effektiv gestalten zu können.
Hierauf aufbauend sind manche Neurowissenschaftler (z. B. Spitzer 2003a, 2003b, 2005), aber auch Pädagogen (z. B. Friedrich 2005, Herrmann 2006) der Ansicht, dass die heute zur Verfügung stehenden Kenntnisse über neuronale Hirnprozesse bereits ausreichende Hinweise zur Entwicklung solcher neuer effizienterer didaktischer Methoden liefern und haben entsprechende Empfehlungen und Konzepte vorgeschlagen. Am prominentesten sind hier wohl der sogenannte Zahlengarten des Mathematikdidaktikers Gerhard Preiß und das Projekt Komm mit ins Zahlenland, das der Erziehungswissenschaftler Gerhard Friedrich und der Psychologe Horst Munz wissenschaftlich untersucht haben.

## Lernprozesse
Laut Margret Arnold (Herrmann, Ulrich, S. 189ff) gibt es (in Anlehnung an Renate Nummela Caine) zwölf Prinzipien, die das Lernen/Lehren strukturieren bzw. strukturieren sollten:
- Schüler müssen die Möglichkeit haben, konkrete Erfahrungen zu machen.
- Wenn Lernprozesse in soziale Situationen eingebunden sind, sind sie effektiver.
- Lernprozesse sind effektiver, wenn die Interessen und Ideen der Lernenden berücksichtigt werden.
- Lernen ist effektiver, wenn das vorhandene Vorwissen mobilisiert wird.
- Werden positive Emotionen in das Lernen eingebunden, ist es effektiver.
- Verstehen Schüler, wie die erlernten Details mit einem Ganzen zusammenhängen, können sie sich die Details besser einprägen.
- Mit der entsprechenden Lernumgebung wird das Lernen intensiver.
- Lernen wird verbessert, wenn Zeit zum Reflektieren bleibt.
- Es wird besser gelernt, wenn Schüler Informationen und Erfahrungen miteinander verbinden können.
- Lernprozesse sind effektiver, wenn auf individuelle Unterschiede der Lernenden eingegangen wird.
- Schüler lernen besser, wenn sie eine unterstützende, motivierende und herausfordernde Umgebung haben.
- Es wird effektiver gelernt, wenn Talente und individuelle Kompetenzen berücksichtigt werden.

Mit diesen Aspekten werden andere Schwerpunkte bei Lernprozessen benannt und hervorgehoben, als dies z. B. die Lerntheorie tut, obwohl es schwer fallen dürfte, wesentliche Kontraste zum Beispiel zum instrumentellen Konditionieren (Verstärkungslernen) zu formulieren.

## Kritik
Weitgehend unbestritten ist, dass die Neurowissenschaften interessante Einsichten in basale Lernvorgänge auf neuronaler Ebene liefert. Fragwürdig ist jedoch die weitergehende These, dass diese Einsichten für die Gestaltung von schulischen Lernumgebungen von praktischer Relevanz seien. Diese Kritik wird sowohl von Pädagogen und Psychologen vorgetragen, aber auch von namhaften Hirnforschern wie Gerhard Roth.
Die Kritik an der Neurodidaktik setzt an verschiedenen Punkten an. Pointiert zusammengefasst vertritt die Entwicklungspsychologin Elsbeth Stern folgende These: Der Versuch, mit Hilfe der Neurowissenschaften das deutsche Bildungssystem zu verbessern ist mit dem Plan vergleichbar, mittels einer neurophysiologischen Beschreibung von Hunger die Unterernährung in der Welt zu bekämpfen.
Im Einzelnen umfasst die Kritik an der praktischen Relevanz der bisher gewonnenen neurowissenschaftlichen Erkenntnisse für die Pädagogik/Didaktik folgende Kernthesen:
- Kritiker weisen insbesondere darauf hin, dass neurodidaktische Methoden oder Konzepte sich nicht aus den neurowissenschaftlichen Studien bzw. Forschungserkenntnissen ableiten lassen, auf die sie sich berufen; entsprechende insbesondere bildgebende Methoden[5] seien hinsichtlich ihrer räumlichen und zeitlichen Auflösung zu grob, untersuchten zu primitive Lernprozesse und Lerninhalte und seinen insgesamt zu artifiziell und schulfern, um konkrete Hinweise auf die Gestaltung schulischer Lernumgebungen zu erlauben (geringe externe Validität). Hier wäre die lange und methodisch ausdifferenzierte Tradition der empirischen Unterrichtsforschung[6] nach wie vor der angemessenere Weg, didaktische Konzepte hinsichtlich ihrer Wirksamkeit empirisch zu überprüfen.
- Zudem seien die bisher vorgelegten neurodidaktischen Methoden oder Konzepte im Kern nicht neu, sondern formulierten mit einer neuen Begrifflichkeit um, was seit längerem (zum Teil seit der Reformpädagogik Anfang des 20. Jahrhunderts) zum Methodenrepertoire der Allgemeinen Didaktik und pädagogischen Psychologie zähle; es handele sich also weitgehend um alten Wein in neuen Schläuchen.
- Die Hirnforschung, wenn überhaupt, sei in naher Zukunft lediglich in speziellen Bereichen der pädagogischen Diagnostik von praktischem Nutzen.
- Der Begriff Neurodidaktik werde daher von vielen Autoren als ein Marketing-Label verwendet, um der eigenen didaktischen Position durch Verweis auf eine aktuell hochangesehene Naturwissenschaft mehr Aufmerksamkeit und Autorität zu verschaffen. Auffällig ist die Beliebigkeit der Schlussfolgerungen, die Neurodidaktiker und andere an einer pädagogischen Verwertung Interessierte aus neurowissenschaftlichen Forschungsergebnissen ziehen. Meist wird eine pauschale Relevanz der Neurodidaktik unterstellt, die für alles Mögliche – ob nun Bestätigung, Korrektur oder Erneuerung – irgendwie gut ist. In erster Linie findet hier eine „neurokonforme Semantik“[7] Verwendung, „die den Eindruck des Innovativen und neurowissenschaftlich Ausgewiesenen erzeugen soll“ (ebd.).

Kritiker der Neurodidaktik (vgl. Becker 2006) weisen jedoch auch darauf hin, dass die Pädagogik/Erziehungswissenschaft die Neurowissenschaften trotz ihrer Bedeutungslosigkeit für die Planung pädagogischer Praxis dennoch aus disziplinpolitischen Gründen kritisch rezipieren solle, um z. B. Ablösungsversuchen der erziehungswissenschaftlichen Lehr-Lern-Forschung durch die Neurowissenschaft argumentativ begegnen zu können.
Kooperationsmöglichkeiten zwischen der Erziehungswissenschaft und den Neurowissenschaften sehen sie am ehesten dort, wo es um die Untersuchung neurophysiologischer Korrelate von Lern- und Verhaltensstörungen (z. B. Leseschwäche, Sprachentwicklungsstörungen, Aufmerksamkeitsstörungen (ADHS) etc.) geht. Eine pädagogisch-psychologische Diagnostik kann der Blick ins Gehirn allerdings nicht ersetzen, und auch therapeutische Interventionen lassen sich aus solchen Befunden nicht ableiten.